# Острів Сонця
Ісла-дель-Соль (Острів Сонця) — острів у південній частині озера Тітікака. Це частина Болівії, а саме частина департаменту Ла-Пас. Географічно рельєф суворий; це скелястий горбистий острів із багатьма евкаліптовими деревами. На острові немає автотранспорту та доріг з твердим покриттям. Основною економічною діяльністю приблизно 800 сімей на острові є сільське господарство, а рибальство та туризм збільшують натуральне господарство. З кількох сіл Юмані та Чаллапампа є найбільшими.
На острові понад 80 руїн. Більшість із них належить до періоду інків, приблизно до 15 століття нашої ери. Археологи знайшли докази того, що люди жили на острові ще в третьому тисячолітті до нашої ери. Багато пагорбів на острові містять сільськогосподарські тераси, які адаптують круті та скелясті місцевості для сільського господарства. Серед руїн на острові є Тіті-Кала (аймара тіті, андська гірська кішка; свинцевий, свинцевого кольору, камінь кала, «камінь гірського кота» або «свинцевий камінь», також пишеться Тітикала), схожа на лабіринт будівля під назвою Чінкана, К'аса Пата та Піллкукайна. У релігії інків вважалося, що тут народився бог сонця .

## Етимологія

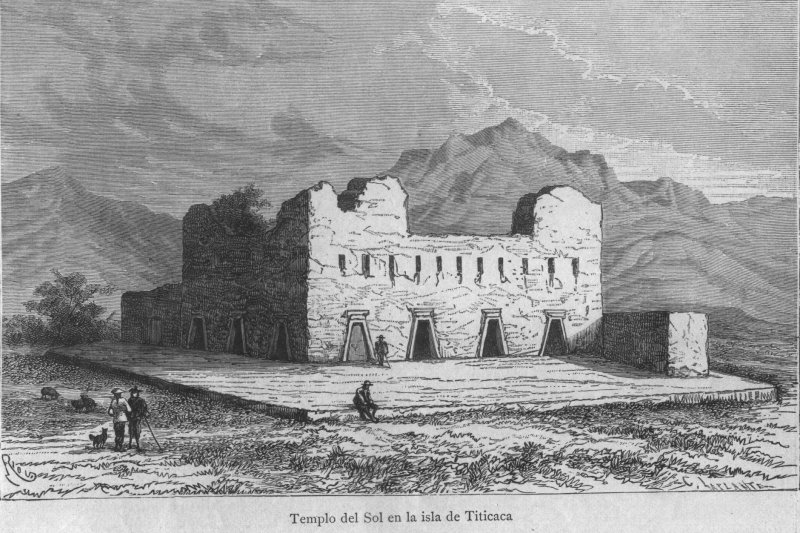
Малюнок Темпло дель Соль (як видно у 1887 році) на острові Ісла дель Соль.

Аймара назва острова Тітікака. Початкове значення цього слова невідоме. Деякі лінгвісти та археологи вважають, що ця назва є спотворенням тіті (Андський гірський кіт; свинець, свинцевого кольору) і кала (скеля). У аймара-іспанському словнику Лудовіко Бертоніо 1612 року фраза Tahksi kala вказана як «основний камінь» або «фундаментальний камінь», що, можливо, натякає на історію походження інків про те, що Сонце та Місяць народилися в озері.

## Історія

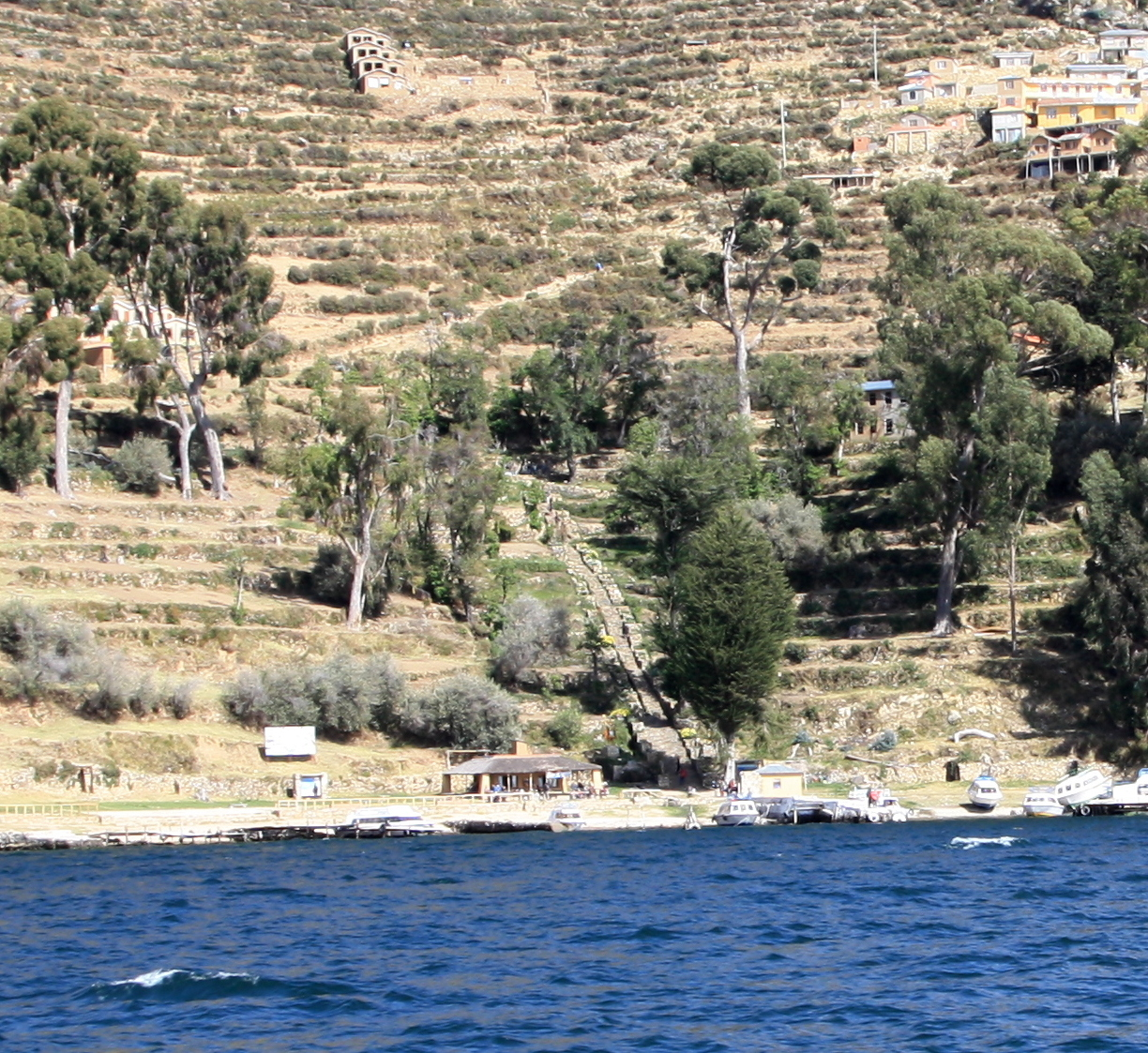
Сходи інків у Юмані, Ісла-дель-Соль

Літописець Бернабе Кобо задокументував дві версії міфу про походження інків, які мали місце на північній частині цього острова. Кажуть, що перший інка Манко Капак вийшов із видатної скелі у великому відслоненні пісковику, відомому як Тіті-Кала. Манко Капак — син Інті, андського божества, якого називають сонцем. За однією з версій міфу, стародавні жителі провінції багато днів були без світла в небі і злякалися темряви. Нарешті люди побачили, як Сонце виходить зі скелі, і повірили, що це місце перебування Сонця. В іншій версії, опублікованій Кобо, інші вважали, що скеля була присвячена Сонцю, оскільки воно ховалося під скелею під час великого потопу. Ісла-дель-Соль був першою землею, яка з'явилася після того, як води потопу почали відступати, а Сонце вийшло з Тіті-Кала, щоб знову освітити небо. На цій скелі був побудований храм, який пізніше розширив 10-й інка Тупак Інка Юпанкі. Він побудував монастир для мамакон (обраних жінок) і тамбо (корчму) для паломників.

## Археологія

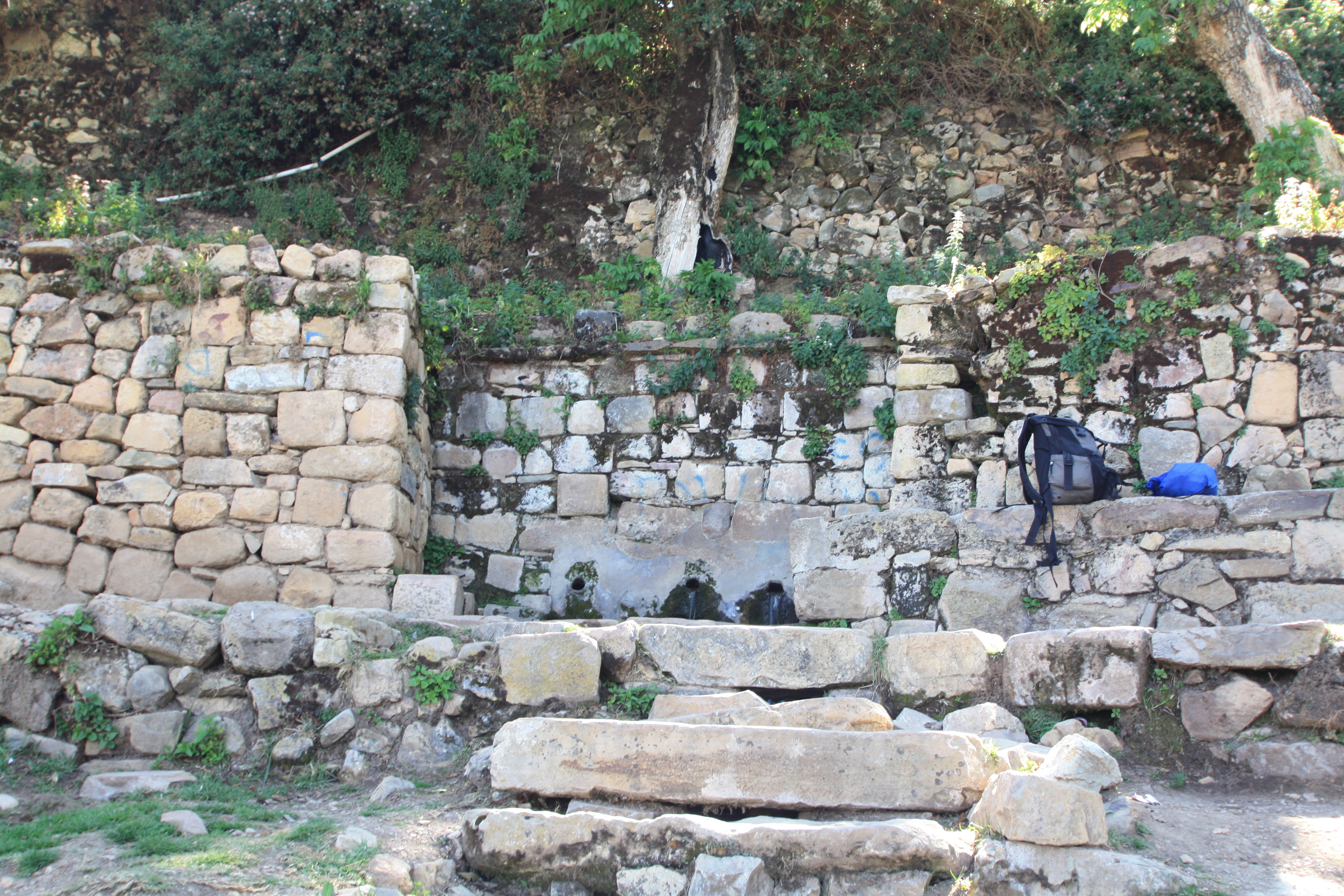
Фонтан інків в Юмані, Ісла-дель-Соль

Розкопки на археологічній ділянці Ch'uxu Qullu, розташованій на невеликій вершині над затокою Чалла, призвели до відновлення архаїчних докерамічних залишків, які на радіовуглеці датовані приблизно 2200 роком до нашої ери. У цьому контексті було знайдено вісім лусочок обсидіану, і нейтронно-активаційний аналіз трьох лусочок показав, що всі вони походять з джерела обсидіану Чівай, розташованого в каньйоні Колка, департамент Арекіпа. Наявність чівайського обсидіану є явним доказом того, що жителі острова брали участь у більш широкій мережі обміну.
Чивайський обсидіан також використовувався на сусідньому археологічному місці Jisk'a Iru Muqu, розташованому на території Перу. Це вказує на культурну спадкоємність між цими двома місцями в той самий докерамічний період часу.

### Геологічні дослідження
Згідно з однією батиметричною моделлю, немає шляху між краєм берега та островом Сонця, який не проходить над ділянками, де дно озера досягає глибини 200 м (660 фут) або більше. Дослідження палеоклімату показують, що близько 3100 року до нашої ери рівень озера Тітікака досягав 85 м (279 фут) нижчий за сучасні умови, але він досяг майже сучасного рівня приблизно до 2000 р. до н. Таким чином, у 2200 році до нашої ери рівень озера був, ймовірно, нижчим, ніж зараз, але все ще достатньо високим, щоб острів був відділений водою від материка. Таким чином, дані Ch'uxuqullu вказують на те, що в архаїчний період культури берегів озера використовували добре розвинену технологію водних суден.

### Історія окупації
Острів постійно заселяли принаймні з 2200 року до нашої ери до наших днів. Існує значна частина раннього формування (1800—1100 рр. до н. е.), середнього формування (1100—500 рр. до н. е.) і верхнього формування (500 р. до н. е. — 500 р. н. е.).
Найдавніші зареєстровані керамічні вироби на острові датуються між 1426 і 1316 роками до нашої ери.
Найголовніше, що на острові є велике поселення Tiwanaku (Tiahuanaco). Місце Чукаріпупата було головним ритуальним місцем Тіуанако, розташованим над Тіті Кала, яке прославили інки.
Усі ці місця розташовані на західній стороні острова.

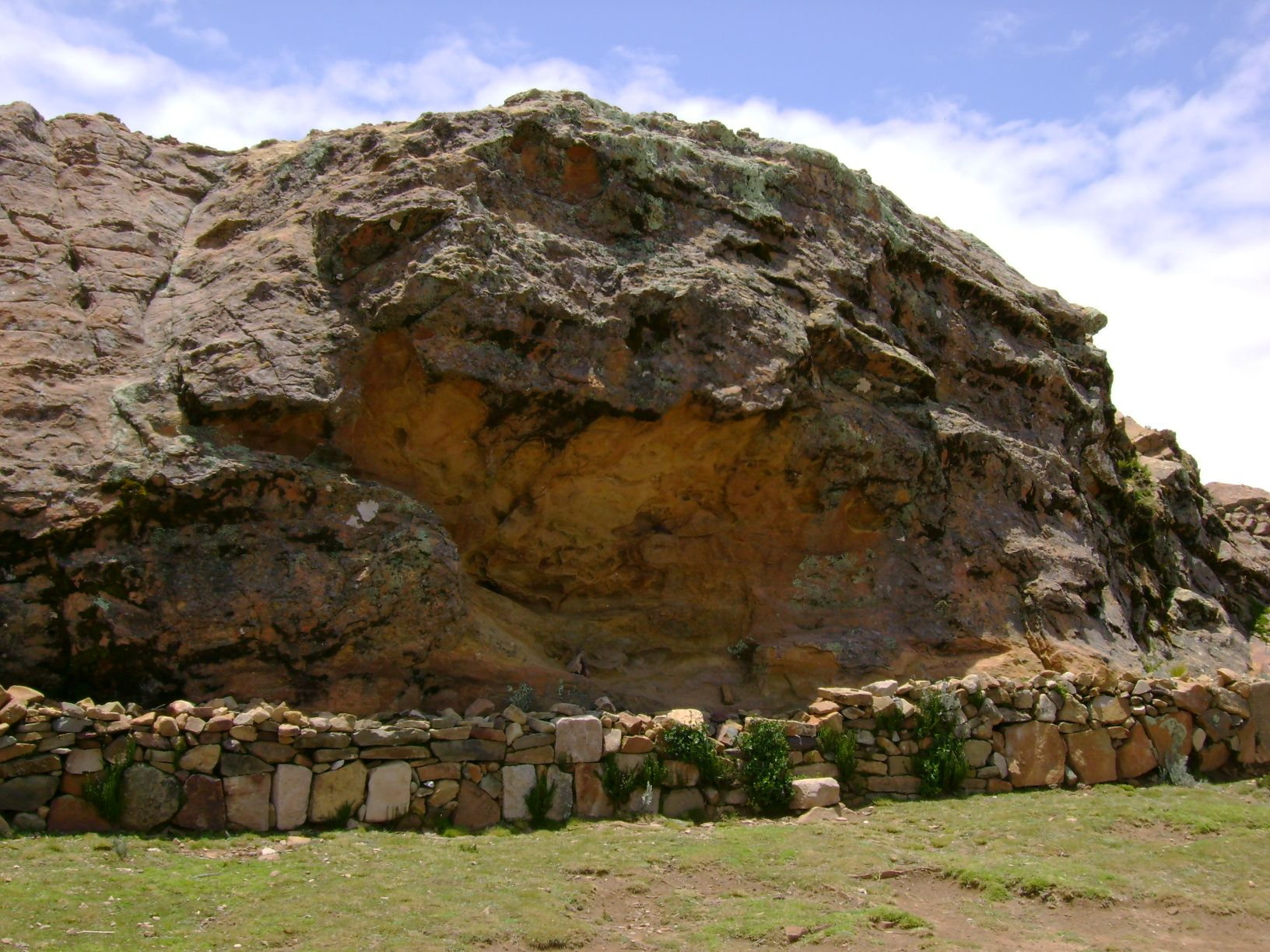
Тіті-Кала, острів, священний для інків

Чукаріпупата розташований всього за декілька сотень метрів від Тіті-Кала, а відразу над ними розташована скеля, знана як Муроката. Тому можливо, що Муроката була «священною скелею» культури Тіванако.
Археологічні дані свідчать про те, що ні Муроката, ні Тіті Кала не використовувалися протягом пізнього проміжного періоду (приблизно 1000—1450 рр. н. е.). Із завоюванням південного регіону Тітікака інками, зона Тіті-Кала була перетворена на одне з найважливіших місць паломництва в державі інків нарівні зі знаменитим оракулом у Пачакамаку на узбережжі на південь від Ліми.
Підводні археологічні дослідження, проведені біля острова Сонця в 1989-92 роках, привели до виявлення артефактів інків і тіауанако. Зараз вони виставлені в музеї в Чаллапампі. Сьогодні економіка острова переважно залежить від доходів від туризму, але широко практикується натуральне сільське господарство та рибальство.

## Клімат
| Клімат {{{location}}} | Клімат {{{location}}} | Клімат {{{location}}} | Клімат {{{location}}} | Клімат {{{location}}} | Клімат {{{location}}} | Клімат {{{location}}} | Клімат {{{location}}} | Клімат {{{location}}} | Клімат {{{location}}} | Клімат {{{location}}} | Клімат {{{location}}} | Клімат {{{location}}} | Клімат {{{location}}} |
| Показник              | Січ.                  | Лют.                  | Бер.                  | Квіт.                 | Трав.                 | Черв.                 | Лип.                  | Серп.                 | Вер.                  | Жовт.                 | Лист.                 | Груд.                 |                       |
| --------------------- | --------------------- | --------------------- | --------------------- | --------------------- | --------------------- | --------------------- | --------------------- | --------------------- | --------------------- | --------------------- | --------------------- | --------------------- | --------------------- |

## Галерея

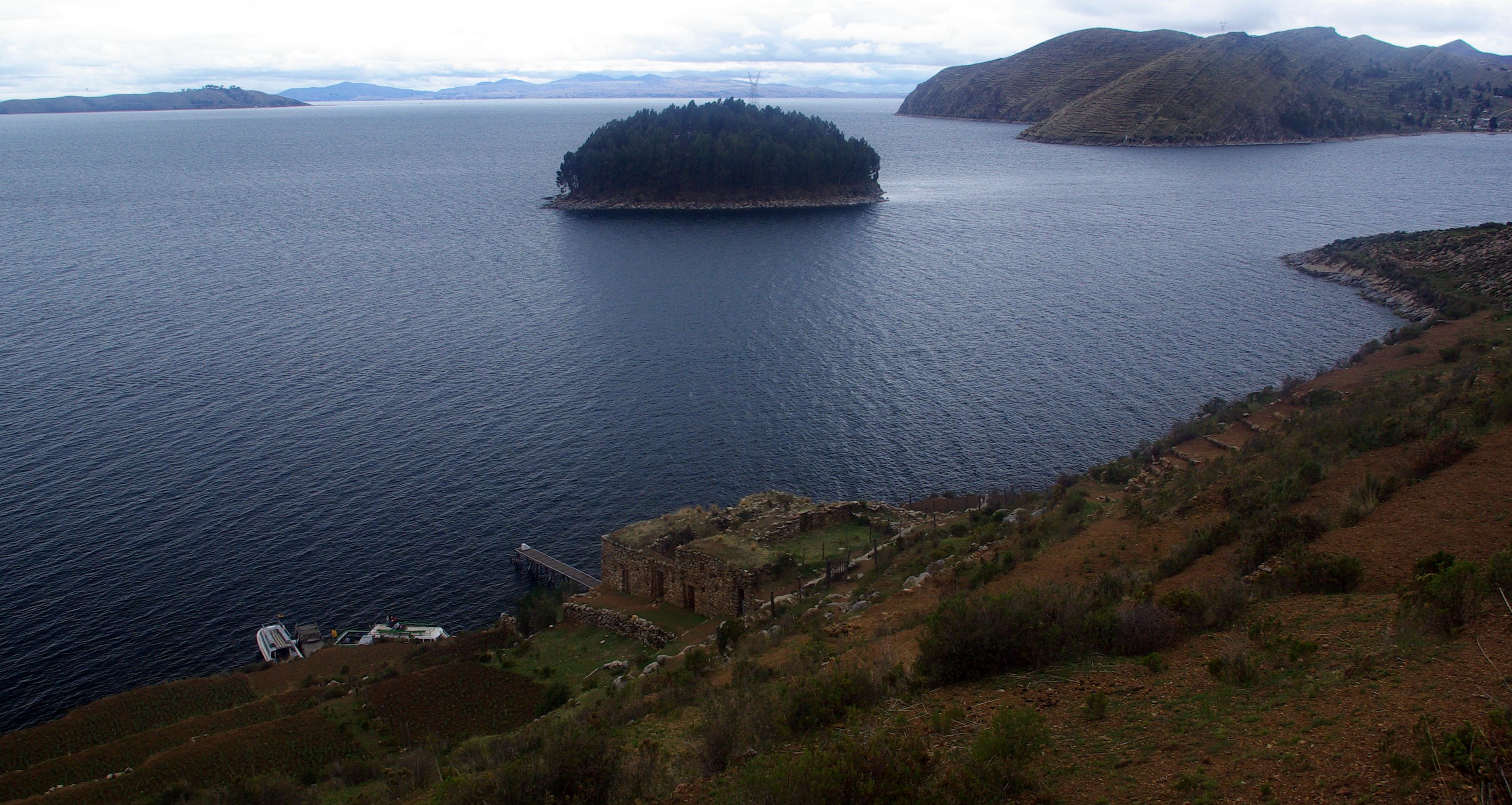
Руїни Піллкукайна, на південній частині острова.
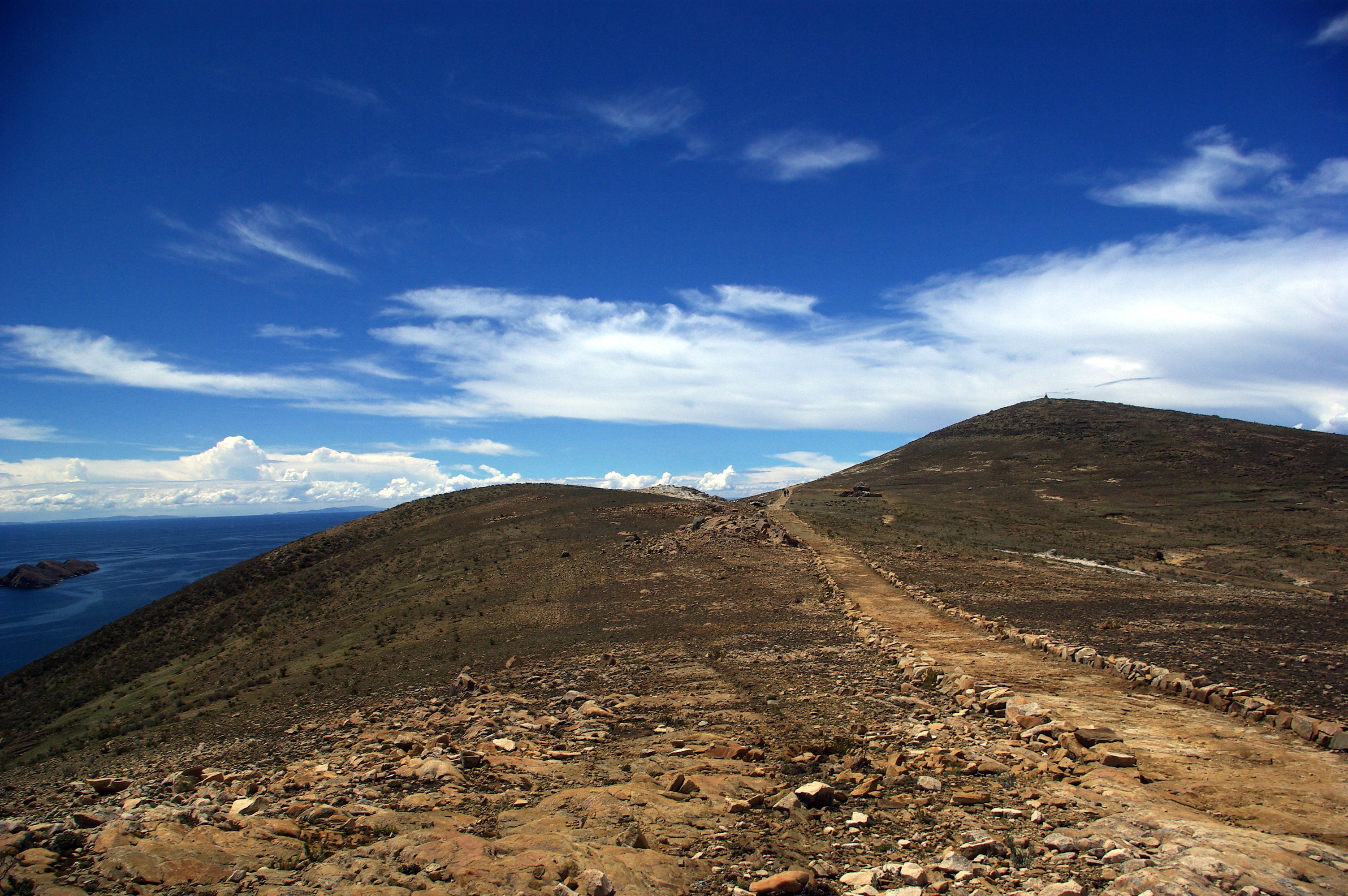
Пішохідна стежка по центру острова.
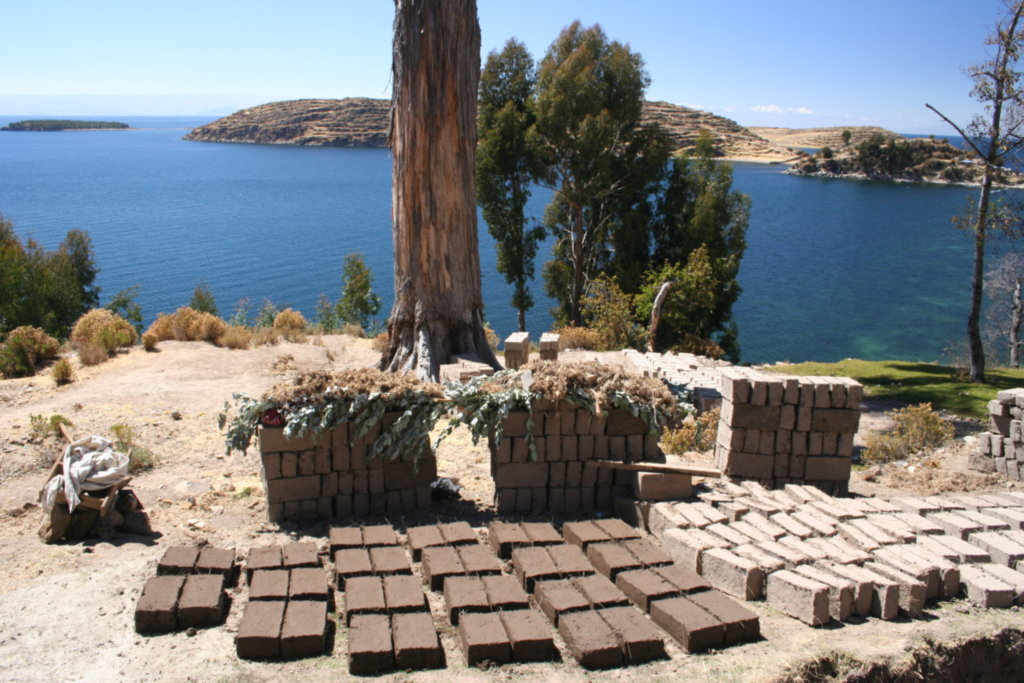
Саманна цегла сушиться на сонці.